# Цю Хуэйцзо
Цю Хуэйцзо́ (кит. упр. 邱会作, пиньинь Qiū Huìzuō; 16 апреля 1914 — 18 июля 2002) — китайский военный и политик, генерал-лейтенант НОАК, сподвижник маршала Линь Бяо. В 1959—1971 возглавлял транспортно-логистический отдел Центрального военного совета КНР. В 1969—1973 — член Политбюро ЦК КПК. Был обвинён в причастности к заговору Линь Бяо и осуждён на длительный тюремный срок.

## Логист коммунистической армии
Родился в крестьянской семье. Начальное образование получил в частной школе. В 15-летнем возрасте вступил в китайской Красной армии. С 1932 — член Коммунистической партии Китая.
Участвовал в Великом походе китайских коммунистов. Занимался организацией материально-технического снабжения. В автобиографии Цю Хуэйцзо сообщал, что едва не был убит сотрудниками партийной контрразведки КПК, поскольку был «чрезмерно информирован» о военной логистике НОАК. Сохранить жизнь помогло заступничество Чжоу Эньлая.
На втором этапе гражданской войны Цю Хуэйцзо первоначально служил политкомиссаром в 8-й армии НОАК под командованием Линь Бяо. В 1948 Линь Бяо назначил Цю Хуэйцзо начальником логистического управления 4-й армии. На этом посту Цю Хуэйцзо тесно взаимодействовал с Хуан Юншэном. Участвовал в решающих битвах гражданской войны — Ляошэньской и Пекин-Тяньцзиньской.

## При маоистском режиме

### В командовании НОАК
После образования КНР Цю Хуэйцзо был назначен политкомиссаром Гуанчжоуского военного округа. Служил под командованием Е Цзяньина и Хуан Юншэна. С 1955 — заместитель начальника и политкомиссар Главного управления материально-технического обеспечения НОАК в звании генерал-лейтенанта.
В 1959 был подвергнут жёсткой критике и смещён с поста министра обороны КНР маршал Пэн Дэхуай. На его место был назначен Линь Бяо. Тогда же Цю Хуэйцзо получил должность начальника транспортно-логистической системы НОАК (соответствующий отдел Центрального военного совета). Занимал этот пост на протяжении двенадцати лет.

### В потрясениях Культурной революции
На первом этапе Культурной революции Цю Хуэйцзо был обвинён в «контрреволюционности» и подвергся преследованиям хунвейбинов и цзаофаней. Он был изолирован в помещении своего отдела и неоднократно избит. С просьбой о помощи Цю Хуэйцзо обратился к Линь Бяо. Министр обороны вынужден был отправить специальную группу для тайного похищения генерала с целью его спасения. 25 января 1967 Цю Хуэйцзо был вывезен и укрыт в горах Сишань. Эту дату Цю Хуэйцзо называл своим вторым днём рождения.
Издевательства над Цю Хуэйцзо вызвали протесты крупных военачальников — Е Цзяньина, Лю Бочэна, Не Жунчжэня. Восстановить Цю Хуэйцзо на прежнем посту потребовал Чжоу Эньлай. В мае 1967 Линь Бяо официально объявил Хуан Юншэна, Цю Хуэйцзо, Ли Цзопэна и У Фасяня «лидерами пролетарских вооружённых сил». С своей стороны, Цю Хуэйцзо активно включился в политические репрессии против военачальников, заподозренных в нелояльности Линь Бяо. Он лично санкционировал 462 ареста с применением пыток (восемь человек в результате погибли).
На IX съезде КПК в 1969 Цю Хуэйцзо был кооптирован в Политбюро ЦК КПК.

### В заговоре Линь Бяо
В сентябре 1971 органы безопасности раскрыли заговор Линь Бяо. Маршал погиб в авиакатастрофе при попытке бежать в СССР. Цю Хуэйцзо был обвинён в причастности к заговору, снят со всех военных и партийных постов и заключён на военной базе в Шуньи.
В ноябре 1980 Цю Хуэйцзо предстал перед судом «над контрреволюционными группировками Линь Бяо и Цзян Цин». Из военных руководителей на процессе фигурировали также Хуан Юншэн, У Фасянь, Ли Цзопэн, Цзян Тэнцзяо.
Цю Хуэйцзо признал все обвинения и просил прощения у родственников погибших в организованных им репрессиях. 25 января 1981 он был приговорён к 16 годам тюрьмы. Полностью отбыл срок, отсчитанный с 1971. Освобождён в 1987.

## Последние годы
После освобождения Цю Хуэйцзо жил с семьёй в Сиане. Получал пенсию, имел некоторые ветеранские привилегии. Отношение властей и общественности к Цю Хуэйцзо было довольно лояльным, он пользовался определённым уважением и популярностью.
Скончался Цю Хуэйцзо в пекинском госпитале в возрасте 88 лет. После смерти на его родине был установлен бюст.
Цю Хуэйцзо написал автобиографию, изданную в Гонконге в 2012. Он подробно описывает события «Культурной революции» и свои отношения с Линь Бяо. Себя Цю Хуэйцзо изобразил принципиальным противником Цзян Цин и её политических махинаций.